# Ibiza
Ibiza (katalonsko Eivissa) je otok v Sredozemlju, približno 80 km stran od španske obale. S 572 km2 je tretji največji izmed Balearov, ki spadajo k Španiji. Skupaj s Formentero (83 km2), S'Espalmadorjem idr. manjšimi otočki sestavlja otoško skupino, imenovano Borovi otoki (katalonsko Pitiüses, špansko Pitiusas; iz grškega imena πιτύα pitýa). Največja mesta na Ibizi so Ibiza (katalonsko Vila d'Eivissa ali samo Vila), Santa Eulària des Riu in Sant Antoni de Portmany. Na otoku živi več kot 140.000 prebivalcev. 